# Alnus jorullensis
Alnus jorullensis é uma espécie de árvore que pertence à família das Betuláceas. É nativa do centro e do sul do México e Guatemala, bem como dos Andes da América do Sul, crescendo em regiões de altas altitudes. Ela é usada para o plantio ornamental no sul da Califórnia.